# Eduard Friedrich Poeppig

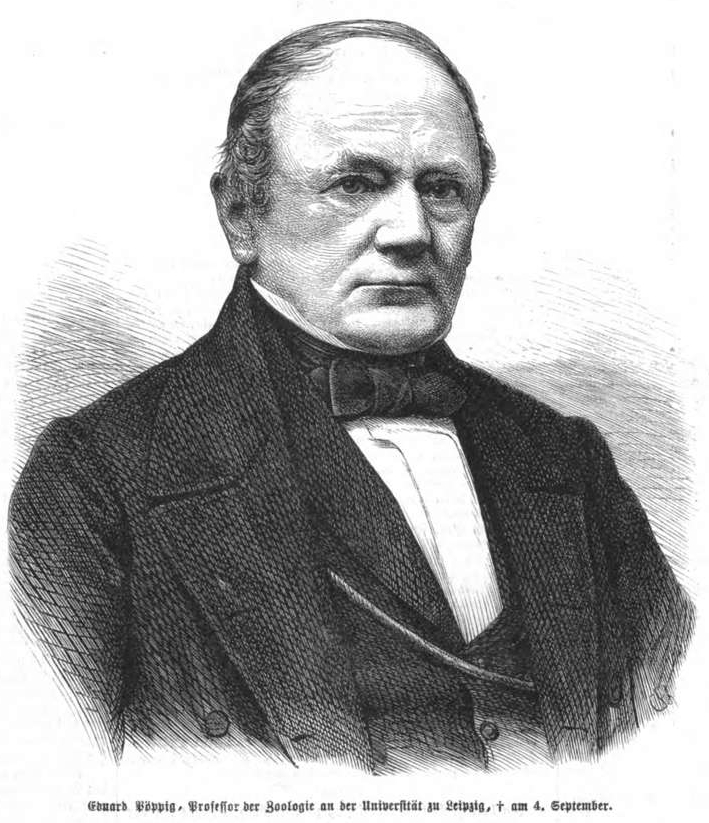
Eduard Friedrich Poeppig war Professor der Zoologie an der Leipziger Universität

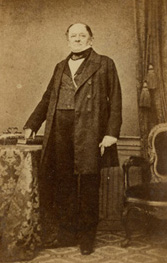
Eduard Friedrich Poeppig. Einzige erhaltene Fotografie

Eduard Friedrich Poeppig (ursprünglich Pöppig) (* 16. Juli 1798 in Plauen; † 4. September 1868 in Wahren bei Leipzig) war ein deutscher Zoologe, Botaniker, Geograph, Forschungsreisender und einer der bedeutendsten Amerikaforscher des 19. Jahrhunderts. Sein offizielles botanisches Autorenkürzel lautet „Poepp.“
Eduard Friedrich Poeppig forschte von 1822 bis 1832 in Amerika, und zwar auf Kuba, in den USA, in Chile, Peru und Brasilien, überquerte die Anden und befuhr den gesamten Amazonas. Wieder zurück in Leipzig wurde er Professor für Zoologie und schuf die Grundlagen für die naturwissenschaftlichen Sammlungen der Universität Leipzig. Sein Bericht aus Amerika zählt zu den auch literarisch bedeutenden Reisebeschreibungen des 19. Jahrhunderts. Schwerpunkt seiner Sammeltätigkeit waren Naturalien, daneben aber auch Ethnographica.

## Leben

### Herkunft, Jugend und Studium
Eduard Friedrich Poeppig stammte aus einer Plauener bzw. Leipziger Kaufmannsfamilie und besuchte erst die Thomasschule zu Leipzig und von 1810 bis 1815 die Landesschule St. Augustin in Grimma, die er als besonders Begabter ein Jahr früher abschloss. Danach studierte er 1815 bis 1822 Medizin und Naturwissenschaften an der Universität Leipzig, wo sein Lehrer der Botaniker Christian Friedrich Schwägrichen war. Bereits Schwägrichen, der 1826 Direktor des Leipziger Botanischen Gartens werden sollte, träumte von einer Forschungsreise nach Amerika, die aber nie zustande kam. Sammelreisen, über die wenig bekannt ist, führten Poeppig meist zu Fuß durch das Rheinland, Österreich (Besteigung des Großglockners 1822), Ungarn und Frankreich bis zu den Pyrenäen. Ein „Vorbild“ für solche Wanderungen waren die des Schriftstellers Johann Gottfried Seume, ebenfalls aus Sachsen und (unfreiwillig) in Amerika, der in wenigen Monaten zu Fuß von Grimma nach Syrakus und zurückgegangen war (vgl. Seumes Spaziergang nach Syrakus, 1803).

### Die Amerikareise
Poeppigs zehnjährige Amerikareise weist in Organisation, Abfolge und Durchführung deutliche Besonderheiten auf:
- Die Reise war, als eine der ersten in der Entdeckungsgeschichte, keine Reise im hoheitlichen (staatlichen oder dynastischen) Auftrag, sondern wurde vom wissenschaftlich interessierten Bürgertum über Verkäufe von Naturalien finanziert. Dazu wurden von der 1818 gegründeten Leipziger Naturforschenden Gesellschaft Aktien aufgelegt und der Naturalienverkauf organisiert. Die Naturforschende Gesellschaft legte Sammlungen, Bibliothek und Lesezirkel an (mit Amerikaschwerpunkt), Poeppig war ihr rechenschaftspflichtig, seine Berichte wurden regelmäßig verlesen. Das Interesse an der Reise wurde durch regelmäßige Reiseberichte in deutschen Zeitungen forciert.
- Poeppigs Reise war eine Abfolge von Einzelreisen, die immer wieder von Zeiten unterbrochen wurde, in denen Poeppig (als Plantagenarzt oder Lehrer) Geld verdienen musste. Eine Folge dieses an sich misslichen Umstands war eine außerordentlich genaue Landeskenntnis.
- Poeppig war als Wissenschaftler „alleine“, d. h. nur mit einheimischen, meist indianischen Helfern (oft Ruderer) unterwegs, die immer wieder wechselten (Dass Poeppig den Amazonas allerdings alleine befahren haben soll, ist eine, auch technisch gar nicht durchführbare, Legende). Sammelexkursionen unternahm er nur von seinem Hund begleitet, bezeichnete sich selbst als der „Einsame“ und empfand sich als ausgeliefert an die indigene Bevölkerung.

Reisezweck „war die Einsammlung von naturhistorischen Gegenständen in möglichster Menge.“
Poeppig forschte und sammelte Tiere und Pflanzen zuerst auf Kuba (1823–1824), wo er in Havanna am 1. Juli 1827 gelandet und später auch Arzt auf einer Kaffeeplantage war, und dann in Pennsylvania in den USA (1824–1826 in Centre County, Susquehenna Bottoms, Alleghenies = Appalachen). 1825 trafen 25.000 getrocknete Pflanzen Poeppigs aus Kuba und den USA in Leipzig ein. Über diesen Reiseabschnitt ist wenig bekannt, denn Poeppigs große Reisebeschreibung beginnt erst mit der Ankunft in Südamerika, jenem Teil der Reise, den er als eigentliches Reiseziel auffasste.

#### Chile 1827–1829
Poeppig verließ Baltimore im November 1826 und durchfuhr auf einem Kauffahrer-Schiff den Atlantik, umsegelte Kap Hoorn und landete nach 109 Tagen Seereise im März 1827 in Valparaíso. Vor Patagonien, damals noch Indianerland, war man nahe der Küste gesegelt. Später beschrieb Poeppig das Land, das er zwar gesehen, aber nie betreten hatte, in einem umfangreichen Artikel, einer der ersten wissenschaftlichen Beschreibungen Patagoniens (Artikel Patagonien in Ersch/Gruber Bd. 40, 1840).
Poeppig erforschte die Hochgebirgsflora der Anden (u. a. Beschreibung der Araukarie, Erstbesteigung des Vulkans Antuco), und insbesondere die Biobioregion. Das südliche Chile war ein weitgehend von Araukanern beherrschtes, heftig umkämpftes Gebiet. Poeppig überstand die Bekanntschaft mit den Pehuenchen-Indianern, die mit den Weißen in einem dauernden Kleinkrieg lagen, unbeschadet. Anfang 1828 scheiterte er allerdings beim Durchreiten eines Baches bei der Überquerung der Anden (mit dem Ziel Argentinien), verlor Bücher, Instrumente und Teile seiner Sammlung, konnte aber sein Leben retten.

#### Peru 1829–1831
Im Mai 1829 kam Poeppig per Schiff in Callao und Lima in Peru an, wo er die folgenden beiden Jahre arbeiten sollte. Er überquerte Küstenwüste und Anden und lebte von Juli 1829 bis April 1830 in Pampayaco (Ostabhang) im Quellgebiet des Huallaga. Er führte dort „fast ein Robinson-Leben“ (so der Nachruf) in einer selbstgebauten Hütte im Regenwald. Kurz vor Weihnachten 1829 erhielt er einen lebensgefährlichen Schlangenbiss, wurde von den Indios aufgegeben, schrieb sein Testament, erholte sich aber nach vier Wochen wieder. Die Schilderung dieses Unfalls durch einen Mediziner und Zoologen gehört zu den Höhepunkten seiner Reisebeschreibung.

#### Brasilien 1831–1832
Poeppigs Hauptsammelgebiete in Amazonien waren die Regenwälder im Einzugsgebiet des Río Huallaga, d. h. die Provinzen Maynas am östlichen Andenabhang Perus (einem alten Missionsgebiet der Jesuiten) und der obere Amazonas um Ega (heute Tefé) in Brasilien. Poeppig sammelte auch Gegenstände von heute teils nicht mehr existierenden Stämmen (z. B. Yameo, Urarina, heute im Völkerkundemuseum in Dresden). Der letzte Teil der Reise am Unterlauf des Amazonas glich mehr einer Flucht bzw. einem Versteckspiel, da Poeppig nicht Aufständischen und Marodierenden in die Hände fallen wollte; die Unruhen, die 1831 begannen und sich gegen Dom Pedro I. und den Zentralstaat richteten, kündigten den großen Cabanagem-Aufstand an, der auch Johann Natterer große Verluste bescheren sollte. Zum Sammeln blieb Poeppig wenig Gelegenheit. Im April 1832 kam er in Pará (Belém) an, verließ Amerika am 7. August 1832 und landete im Oktober in Antwerpen, im selben Monat war er wieder in Leipzig.
Poeppig war weder, wie manchmal zu lesen ist, der dritte Europäer nach Francisco de Orellana (1542) und Charles Marie de la Condamine (1744), der den Amazonas in seiner ganzen Länge befuhr (das taten, neben zahlreichen Mönchen und Soldaten, bereits u. a. der Portugiese Pedro Texeira, der österreichische Jesuitenpater Samuel Fritz, die Frau des Kartografen Jean Godin – Isabel Godin des Odonais – und viele andere mehr), noch widerlegte er den (im 19. Jahrhundert längst obsolet gewordenen) Amazonenmythos.

### Akademische Karriere, späte Jahre, Tod
Seit der Rückkehr aus Amerika schrieb sich "Pöppig" nur mehr "Poeppig", sichtbares Zeichen seiner Veränderung durch die lebensbestimmende Reise. 1833 wurde er außerordentlicher Professor für Zoologie in Leipzig, Schwägrichen übernahm den Lehrstuhl für Botanik. 1834 heirate Poeppig Isidora Hasse (1812–1864), der Ehe entstammten drei Töchter.
Poeppig begründete das 1837 eröffnete Zoologische Museum der Universität Leipzig (nicht erhalten) und war dessen erster Kustos. Außerdem regte er weitere Sammelreisen an (so die von Wilhelm Gueinzius nach Südafrika), hielt regelmäßig Zoologie-Vorlesungen an der Universität (bis 1868) sowie öffentliche Vorträge über Amerika. Mit diesen Vorträgen z. B. in Dresden und Leipzig 1833 befriedigte er das große Interesse des deutschen Publikums an amerikanischen Themen.
Poeppigs Haupttätigkeit aber war die wissenschaftliche Aufbereitung der Sammlungen, deren botanischen Teil er gemeinsam mit dem österreichischen Botaniker Stephan Ladislaus Endlicher bearbeitete. Die dabei entstandenen "Nova genera ac species plantarum" (1835–1845) waren dem "furchtlosen Reisenden" Alexander von Humboldt gewidmet.
Zu Poeppigs geographischen und ethnographischen Arbeiten gehört neben den umfangreichen Amerika-Artikeln in Ersch & Grubers "Allgemeine Encyclopädie der Wissenschaften und Künste" vor allem der "Malerische Atlas" (1838) mit Beschreibungen überwiegend asiatischer und afrikanischer, aber auch amerikanischer Regionen (Ostperu, Matanzas auf Kuba). Die von ihm gesammelten Gegenstände amazonischer Stämme (Hängematten, Keulen, Blasrohre, Blasrohrpfeilköcher, Kalebassen, Curaretöpfchen, Rindentrompeten) sind, auch wegen ihres frühen Sammelzeitpunkts, ein wertvolles Pendant zu den gleichzeitigen völkerkundlichen Sammlungen von Johann Natterer in Wien und Johann Baptist von Spix und Carl Friedrich Philipp von Martius in München.
Seit 1834 war Poeppig Mitglied der Leopoldina und seit 1846 ordentlicher Professor für Zoologie und (Gründungs-)Mitglied der Sächsischen Akademie der Wissenschaften.
Ab den 1850er Jahren zog sich Poeppig immer mehr aus der akademischen Öffentlichkeit zurück. Die Gründe dafür sind nicht ganz klar. Poeppig starb Anfang September 1868 in seinem Haus in Wahren (heute Leipzig). Als Todesursache gilt ein "Unterleibsgeschwür", möglicherweise Magenkrebs. Nachlass, Sterbehaus und Grab in der IV. Abteilung des Neuen Johannisfriedhofs sind nicht erhalten geblieben, eine wissenschaftliche Biographie existiert nicht.

## Wissenschaftliche Leistungen, Nachleben, Bedeutung

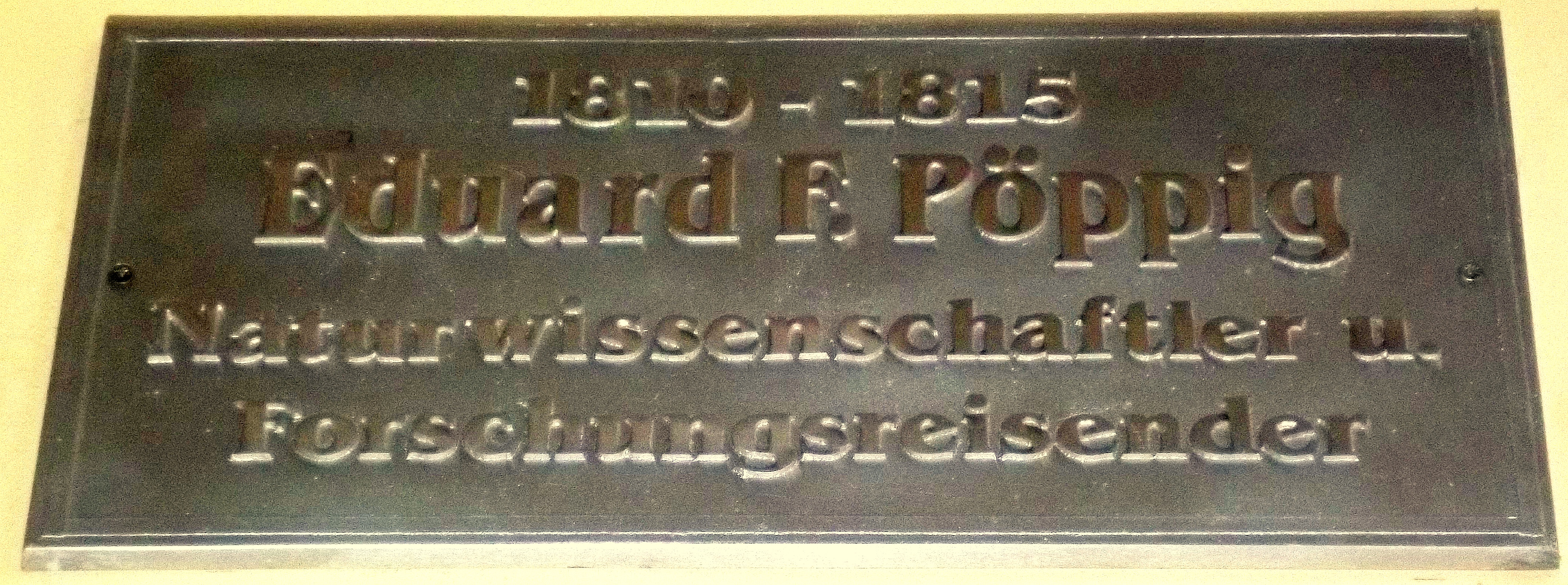
Ehrentafel für Eduard Friedrich Poeppig im Gymnasium St. Augustin Grimma (im Durchgang des Hauptportals)

Poeppigs Hauptleistung war seine enorme Sammeltätigkeit und die anschließende wissenschaftliche Aufarbeitung. Er sammelte 17.000 getrocknete Pflanzen, lieferte 3.000 Pflanzenbeschreibungen, verschickte hunderte ausgestopfte Tiere, verfertigte 30 Tafeln ausgeführter landschaftlicher Ansichten sowie 70 großformatige Pflanzen-Zeichnungen (Orchideen, Aroiden) und übersandte Pflanzensamen für die Aufzucht und „ein selbstgesammeltes Herbarium von mehr als viertausend Arten“ nach Europa. Er führte außerdem die Araukarie in Europa ein, fand erneut und beschrieb die (bereits von Thaddäus Haenke entdeckte) Riesenseerose (Victoria amazonica).
Bereits wenige Jahre nach seinem Tod galt Poeppig als "Halbvergessener". Das hängt mit Poeppigs Charakter, der ihm attestierten "Bescheidenheit" und "Gehemmtheit", aber auch mit der zunehmenden Spezialisierung des Wissenschaftsbetriebs zusammen.
Seine "Reise in Chile, Peru, und auf dem Amazonenstrome" gehört mit Humboldts und den Reisewerken von Spix und Martius stilistisch zu den bedeutenden Reisebeschreibungen des 19. Jahrhunderts. Sie wurde nie ins Englische oder Französische übersetzt (obwohl Charles Darwin zu ihren Lesern zählte), was die geringe Rezeption Poeppigs in diesen Ländern erklärt, sehr wohl aber ins Spanische, Portugiesische und (als Teilübersetzung) ins Russische. Als ethnographische und historische Quellen bedeutsam sind u. a. seine Anmerkungen zum Bergbau in Cerro de Pasco, seine Beschreibung von Yurimaguas und seine Anmerkungen zur Maynas-Mission.
Insbesondere in Chile ist Poeppig aufgrund seiner genauen Schilderungen aus der Entstehungszeit Chiles heute noch bekannt und geschätzt. Zahlreiche gekürzte und bearbeitete Fassungen von Teilen seiner Reisebeschreibung ließen Poeppig dagegen in Deutschland lange Zeit mehr als Abenteuer-Schriftsteller denn als Wissenschaftler erscheinen.

## Eponyme
Nach Poeppig wurden zahlreiche Pflanzen und Tiere vor allem aus dem westlichen Südamerika benannt, so die Pflanzengattung Poeppigia  Bertero ex Férussac aus der Familie der Eisenkrautgewächse (Verbenaceae).
Folgende Arten wurden nach Poeppig benannt:
- Aus der Familie der Hülsenfrüchtler (Fabaceae) die lateinamerikanische, auffällig orangerot blühende Baumart Erythrina poeppigiana
- Aus der Familie der Commelinagewächse Geogenanthus poeppigii (Miq.) Faden
- Gustavia poeppigiana, ein Baum aus der blütenmorphologisch interessanten Familie der Topffruchtbaumgewächse (Lecythidaceae)
- Der Palmfarn Zamia poeppigiana (den Poeppig 1830 in Maynas alto gesammelt hatte)
- Die auffällig blühende, "kissing lipps" genannte Regenwaldpflanze Psychotria poeppigiana aus der Familie der (Rötegewächse)
- Die für Brasilien endemische Diospyros poeppigiana aus der Familie der Ebenholzgewächse
- Der westamazonische Silberne Wollaffe (Lagothrix poeppigii)
- Von Ludwig Georg Karl Pfeiffer, der selbst auf Kuba gesammelt hatte, wurde bereits 1837 der Polster bildende, chilenische Kaktus Maihuenia poeppigii (damals noch Opuntia poeppigii) nach Poeppig benannt.
- Johann Georg Wagler widmete ihm 1832 Pteroglossus poeppigii[8], ein Name, der heute als Synonym für den Krauskopfarassari steht.

## Werke (Auswahl)
Insgesamt fünf Bücher und etwa 80 Aufsätze und längere Lexikonartikel, darunter:
- Mittheilungen (bzw. Berichte) des Hrn. Dr. Pöppig (unter jeweils verschiedenen Titeln) In: Notizen aus dem Gebiete der Natur- und Heilkunde, Erfurt 1828–1832. (Kurze, während der Reise vor Ort verfasste Berichte Poeppigs)
- Fragmentum synopseos plantarum phanerogamarum. Leipzig 1833 (Poeppigs kurze Habilitation)
- Reise in Chile, Peru, und auf dem Amazonenstrome während der Jahre 1827–1832, 2 Bände, Leipzig 1834–1836 (Nachdruck: 1960 und 2009) (Digitalisat Band 2) (Poeppigs umfangreiche Reisebeschreibung)
- Nova genera ac species plantarum quas in regno chilensi, peruviano et in terra amazonica. (zusammen mit Stephan Ladislaus Endlicher). 3 Bde. Leipzig 1835–1845, Neuauflage 1968. (Poeppigs botanisches Hauptwerk)
- Malerischer Atlas und beschreibende Darstellungen aus dem Gebiete der Erdkunde. Leipzig 1838. (ist textidentisch mit: Landschaftliche Ansichten und erläuternde Darstellungen aus dem Gebiete der Erdkunde. Leipzig 1839)
- Tropenvegetation und Tropenmenschen Zwei Vorträge von Eduard Poeppig über (1.) Epiphyten und Lianen (Über zwei der hervorstechendsten Züge der Tropenvegetation: die Schlingpflanzen und parasitischen Gewächse. und (2.) Indios (Über den Charakter der Tropenbewohner Südamerikas), hrsg. von Carlos Keller. (=Ostwald's Klassiker der exakten Wissenschaften Nr. 249). Leipzig 1965 (Mit Bildnis, kurzer Biographie und Bibliographie)
- Illustrierte Naturgeschichte des Thierreichs
- Über die Anden zum Amazonas
- Illustrierte Naturgeschichte des Thierreichs, 1851
- In der Nähe des ewigen Schnees